# Ménécée fils d'Oclasos
Pour les articles homonymes, voir Ménécée.
Dans la mythologie grecque, Ménécée ou Ménœcée (en grec ancien Μενοικεύς / Menoikeús) est le père de Créon (régent de Thèbes), de Jocaste (mère d’Œdipe) et d’Hipponomé.
Euripide, dans La Folie d'Héraclès et Les Phéniciennes, fait de Créon un descendant des Spartes, à la fois par son père Ménécée et par sa mère, qui n'est pas nommée. Une scholie aux Phéniciennes précise cette ascendance, et donne pour père à Ménécée un certain Oclasos, fils de Penthée, fils lui-même du Sparte Échion. Ménécée fait ainsi partie de la famille royale de Thèbes.
Selon Hygin, Ménécée se suicide durant le règne d’Œdipe en se jetant du haut des remparts de Thèbes, après que Tirésias a prédit qu’un descendant des Spartes devait mourir volontairement pour délivrer la ville de la peste.

## Sources
- Pseudo-Apollodore, Bibliothèque [détail des éditions] [lire en ligne] (II, 4, 11).
- Euripide, La Folie d’Héraclès [détail des éditions] [lire en ligne] (v. 7-9).
- Euripide, Les Phéniciennes [détail des éditions] [lire en ligne] (v. 942-944).
- Scholie aux Phéniciennes d’Euripide (v. 942).
- Hygin, Fables [détail des éditions] [(la) lire en ligne] (LXVII ; CCXLII).